# Forerunner
Los Forerunners son una raza extraterrestre que aparece en la serie del universo de Halo. Son una de las más importantes pese a la poca información que se sabe de ella. Los Forerunners eran una avanzada especie cuyo imperio, Ecúmene, se extendía en gran parte de la Vía Láctea. Los Forerunners se consolidaron como tales luego de la extinción de otra raza aún más avanzada, los Precursores. Poseían una desarrollada tecnología que llegó al Nivel 1 —Creadores de Mundos— en su escala de desarrollo. Entre sus invenciones se encuentran los Halos, los Mundos Escudo, el Arca, una red de portales que conectaba distintos puntos dentro y fuera de la galaxia, armas, poderosas IA e incluso seres vivos, como los Huragoks. Pese a su tecnología, los Forerunners no pudieron hacer frente a la amenaza del Flood, un parásito mortal con el que tuvieron un primer contacto cerca de 100.000 años atrás y con el que empezaron una larga y mortífera guerra que cobró billones de vidas y que se expandió por toda la Vía Láctea, la Guerra Forerunner-Flood. Los Forerunners tomaron la decisión de sacrificarse con la activación de los Halos, para así salvar a toda la vida consciente del rápido y mortal parásito. Ante esto, albergaron a millones de especies de la masiva aniquilación en el Arca, una megaestructura ubicada fuera del alcance de los Halos, desde donde más tarde se repoblaría toda la galaxia. La historia de los Forerunners es contada de forma más extensa en las novelas del escritor estadounidense de ciencia ficción, Greg Bear: Halo: Cryptum y Halo: Primordium.

## Anatomía
El físico de los Forerunner es desconocido, sin embargo, en Halo Legends se muestran que ellos son humanoides, bípedos, con dos brazos, y manos de cinco dedos. En Halo: Cryptum se menciona la existencia de vello corporal, así como barba y cabello. Usaban la llamada "piel de combate", una armadura avanzada que incluía una "ancilla", algo similar a una IA personal. Luego de la primera mutación, la armadura tenía la capacidad de acceder al Dominio, una base de datos donde se almacena toda la historia y conocimiento Forerunner. A lo largo de su vida, pasaban por varias mutaciones, las mutaciones les permitían desarrollarse para hacer labores específicas, como trabajar en la minería o ir a la guerra.

## Historia
Los Forerunner fueron una civilización que logró ser la más avanzada de la galaxia en su tiempo, luego de la extinción de otra raza aún más avanzada, los Precursores, quienes se supone, fueron los creadores de los Forerunners. Son la única especie conocida en llegar al Nivel 1 —Creadores de Mundos— de tecnología basado en el Sistema de Niveles Tecnológicos creado por ellos mismos. Solo fueron superados por los Precursores, los cuales alcanzaron el Nivel 0, teniendo la capacidad de hacer viajes extragalácticos y acelerar la evolución de las especies. Los Forerunners lograron expandir su imperio en gran parte de la Vía Láctea, abarcando casi tres millones de planetas fértiles. Seguían la ideología de El Manto, en la que los Forerunners eran los protectores de toda la vida de la galaxia, y según su mitología, estas ideas fueron transmitidas por los Precursores. La ideología de El Manto hizo que en algún momento los Forerunners se deshicieran de gran parte de su tecnología armamentista, lo cual los perjudicó altamente durante la Guerra Forerunner-Flood. Hace más de 100.000 años, se tuvo el primer contacto con el Flood, un parásito de rápida expansión que es capaz de infectar a cualquier forma de vida consiente que encuentre, haciéndolo mutar físicamente y pelear de forma organizada bajo la dirección de un Gravemind. El primer contacto con el Flood se tuvo en el planeta G617 g1, luego, el parásito comenzó a atacar los planetas Forerunners LP 656-38 e y DM-3-1123 b, en este último se desarrolló la Batalla de DM-3-1123 b. Los Forerunners crearon las 12 instalaciones o Halos como centros de investigación y contención del Flood, y a su vez servían como armas de aniquilación a nivel galáctico en caso de que la expansión del parásito sea irreversible. La guerra se llevaría a cabo en toda la galaxia, dejando como último recurso la activación de los Halos, y con ello la destrucción del Dominio y la extinción de la raza Forerunner.

### Pre-Guerra Forerunner-Flood
Cerca del año 110,000 antes de Cristo, los Forerunners comenzaron una guerra con el Imperio Humano debido a que estos habían estado invadiendo planetas Forerunner. Estos ataques se debían a que la humanidad se encontraba en guerra contra el Flood y necesitaban reponer los planetas perdidos. Los Forerunner lograron vencer a los humanos al final del combate. El principal motivo de la derrota fue la Guerra Humano-Flood, la cual debilitó a la civilización humana considerablemente. La mayoría de la humanidad fue aniquilada como castigo por haber atacado los mundos Forerunner y la totalidad de la tecnología humana fue destruida, evitando así que los Forerunner la obtengan.
Sin embargo, la aniquilación de esta raza y la destrucción de toda su tecnología, en especial la cura contra el Flood fue un grave error que los Forerunner lamentarían en el futuro.

### Guerra Forerunner-Flood
Más adelante en su historia, un equipo de reconocimiento Forerunner entró en contacto con una especie extra-galáctica, conocidos como los Flood en el planeta G 617 g1. Después de este primer contacto, los Forerunner se dieron cuenta del gran peligro que el Flood suponía para toda la vida en la galaxia, intentando contenerlo. Pues, erradicar a esa especie sería ir en contra de su filosofía, El Manto. Este intento fracasó, principalmente porque los Forerunner trataban a los Flood como una enfermedad, manteniéndolos en cuarentena y no exterminándoles, pues creían que estos seres no tenían conciencia e ignoraron el hecho de que el Flood evolucionaba a una velocidad impresionante. El hecho de que los Forerunners no hayan comenzado la lucha inmediatamente fue un factor clave en la guerra. A medida que los Flood consumían todo, los Forerunner buscaban una solución no bélica.
Cuando los Forerunner se dieron cuenta de la amenaza que representaba el parásito, la galaxia entera entró en guerra. Durante los 300 años que duró el conflicto, los Forerunner estudiaron al Flood, buscando debilidades. Estas investigaciones demostraron que las tácticas navales convencionales eran inútiles contra los Flood, por lo que desarrollaron nuevas estrategias. También crearon Centinelas, una unidad hecha para contener a los parásitos. A pesar de todos sus esfuerzos, los Forerunner solo lograron hacer más lenta la expansión del Flood, sin poderla detener por completo. Tiempo después, en una acción desesperada se crearon las siete Instalaciones, armas de último recurso hechas para matar de hambre a los Flood, al eliminar a todas las especies con suficiente biomasa para sostenerlos.
Al principio, los Forerunner se negaron a utilizar los Halos, creyendo que deberían continuar con el Manto, pero tiempo después, y después de grandes discusiones e incluso una guerra civil, se decidió que activar los anillos era la única forma de acabar con el Flood. El Gravemind logró volver rampante a la IA Condicionamiento Mendicante para que le ayude a atacar la Esfera de Maginot, la barrera entre lo que los Forerunner podían proteger y lo que debían dejar atrás, en un intento desesperado para intentar evitar que los Forerunner activen los Halos. Finalmente, los Forerunner activaron los anillos, acabando con toda la vida consciente y con ellos mismos, salvo por los especímenes que se encontraban en el Arca, que estaban programados para que después de la activación de los Halos y la muerte de los Flood, se repoblara la galaxia entera, como si nada hubiera pasado, borrando así, casi todo rastro de ellos.
Después de que las Instalaciones hayan sido activadas, los Forerunners sobrevivientes re-esparcieron la vida ya sea con embriones preservados o especímenes vivos por toda la galaxia. Una vez que completaron esto, los Forerunner decidieron dejar la galaxia, el motivo por el cual hayan hecho esto es desconocido, tal vez haya sido para poblar otras galaxias o escapar del alcance de los Halos.

## Tecnología
La tecnología Forerunner era muy avanzada, siendo los únicos, además de los humanos prehistóricos, en alcanzar el Nivel 1 —Creadores de Mundos— en su escala de desarrollo. Los Forerunners crearon grandes megaestructuras que estaban dispersas en distintos puntos de la galaxia, como los Halos. También construyeron una inmensa red de portales que podía comunicar puntos dentro y fuera de la Vía Láctea, como el portal cercano a la ciudad de Nueva Mombasa, que dirigía directamente al Arca, que estaba fuera del alcance de los Halos. Los Halos, los Mundos Escudo y el Arca son los mejores ejemplos de lo avanzada que era la tecnología Forerunner. Onyx, es particularmente un gran ejemplo de su avanzada ingeniería y sus precisos saltos al desliespacio. Los Huragoks son la única especie conocida no mecánica que haya sido creada por los Forerunners. Las IA que crearon los Forerunners eran muy avanzadas y superiores a cualquier IA humana o Covenant, 05-032 Mendicant Bias, 343 Guilty Spark y 2401 Penitent Tangent son los mejores ejemplos. Esto se demuestra cuando 343 Guilty Spark burla el sistema de seguridad de las computadoras del UNSC Pillar of Autumn sin ningún problema. Además los monitores podían hablar varios lenguajes de las diferentes formas de vida conocidas. Los Forerunners podían reproducir de modo completo distintas formas de vida utilizando ADN almacenado en silicona. Estas técnicas se utilizaron cuando millones de especies fueron llevadas al Arca para salvaguardarlas del alcance de los Halos.

## Creadores de los anillos

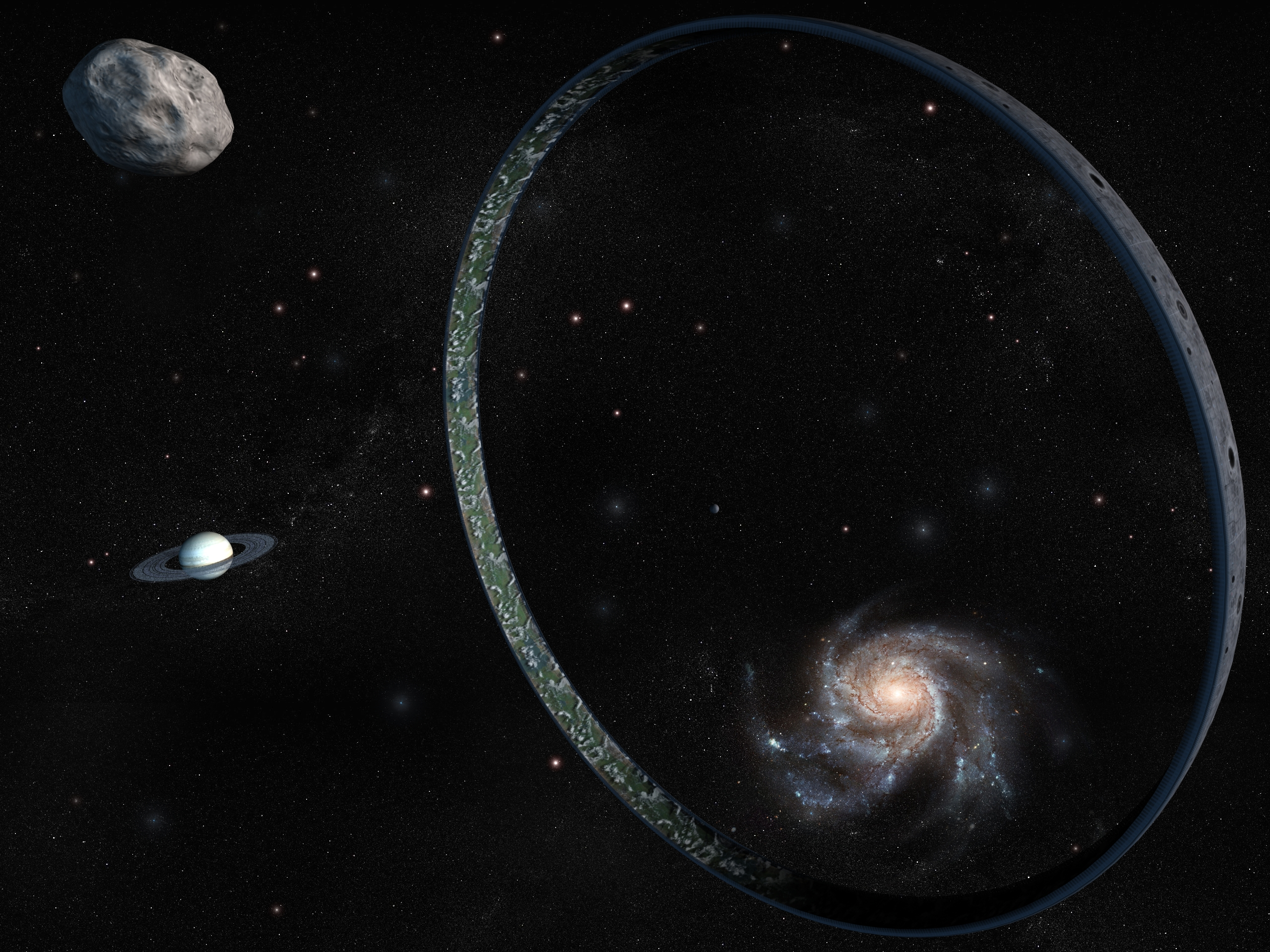
Los Halos y el Arca son las principales megaestructuras construidas por los Forerunners.

De acuerdo con la evidencia esparcida en las novelas y juegos de Halo, los Forerunners parecen ser una raza extremadamente avanzada que desapareció al activar los anillos hace aproximadamente 100 mil años, dejando tras ellos una gran cantidad de artefactos. Una clase de estas reliquias tecnológicas son los anillos Halo, estructuras que fueron construidas para contener a los Flood, una especie peligrosa de agentes infecciosos mutantes.
En Halo: Combat Evolved (Halo 1 o también conocido como Halo CE), se revela que los anillos Halo son armas de último recurso, utilizadas para destruir toda la vida a nivel galáctico para prevenir que los Flood se expandan. Un solo anillo tiene un rango de alcance de 25.000 años luz (1/4 de nuestra galaxia, la Vía Láctea) , pero la activación de un solo anillo produce que el resto pasen a modo de espera, que es cuando se pueden activar remotamente, estos anillos se encuentran en la galaxia para eliminar toda la vida consciente por medios desconocidos.
Otros tipos de reliquias Forerunner son mencionadas en las novelas Halo: The Fall of Reach y en Halo: First Strike: Una roca corta con cristales incrustados en un extraño patrón artificial que parece representar las coordenadas de algún sistema estelar aparentemente desconocido que resulta ser la ubicación de la instalación 04, y un misterioso cristal que parece ser capaz de curvar el tiempo y el espacio.

## Armamento
Las máquinas creadas por los Forerunner cuentan con un amplio arsenal, compuesto principalmente por rayos de energía. Estas armas probaron ser muy eficaces contra el Flood, quemando los cuerpos para que no puedan ser reanimados por otras Formas de Infección. Algunas de estas armas también podían fusionar sus rayos, aumentado su poder. Su armada se basaba en máquinas, por lo que los Forerunners no luchaban en la primera línea, aunque a veces luchaban mientras defendía alguna base, como se ve en Halo: Origins. Es posible que también hayan utilizado armamento de plasma, pues se supone que el armamento Covenant está basado en la Tecnología de estos, aunque también es posible que el armamento Covenant esté basado en estas armas de energía y que aún no hayan descubierto su máximo potencial.
Cuando los mismos Forerunner luchaban, utilizaban unas avanzadas armaduras llamadas Pieles de Combate y un arma bastante parecida en apariencia a la pistola de Plasma Covenant, las cuales lanzan rayos que se pueden fusionar aumentando su poder.

## Caballero Prometeo
El Caballero Prometeo (del Inglés Promethean Knight) es una IA de los Forerunners que aparece en Halo 4, se le ve como infantería de primera clase y se denota su uso de un cuchillo de energía, habilidad de agilidad maximizada y teletransportación, entre otros.
Los Caballeros son un avance tecnológico de las IAs Forerunners, equiparables a los Centinelas, siendo un enemigo en Halo 4. Ellos tienen la capacidad para desplegar Watchers.
Parece que tienen dos grandes brazos robóticos, que manejan armas, y dos brazos más pequeños en el centro del abdomen. Usan el Rifle de Luz y el Dispersador, también usan su Brazo Cuchilla para ataques cuerpo a cuerpo.
Los Caballeros Prometeos son humanos afectados por el Compositor antes de la activación de los Halos

## Centinelas
Los Centinelas son la unidad básica Forerunner y son principalmente utilizados para contener brotes Flood pequeños, aunque algunos Centinelas más fuertes, como los Ejecutores son utilizados para acabar con brotes Flood masivos. Estos constructos tienen una IA limitada y están también programados para defender estructuras.
Los Centinelas se dividen en:

### Centinelas menores
Los Centinelas Menores son la unidad de combate principal Forerunner contra el Flood. Los Centinelas son dirigidos por un Monitor, el cual dicta los protocolos y es el responsable de organizarlos. Sus trabajos no solo se limitan a combatir el Flood, sino que dan mantenimiento a las instalaciones Forerunner. Los Centinelas están armados con un haz de luz el cual quema a los cuerpos, para que el Flood no los pueda reanimar. También pueden contar con escudos de energía, aunque estos no son muy fuertes. Los Forerunner desplegaban Centinelas en masa para contener grandes brotes Flood.
Generalmente el Covenant se refiere a ellos como "santos guerreros de los anillos sagrados".

### Centinelas mayores
Los Centinelas mayores son bastante parecidos a los menores, tanto en forma como en sus funciones. Estos Centinelas son color dorado en lugar de plateado y su haz de luz es color azul y considerablemente más fuerte que el de los Centinelas Menores, además de contar con escudos de energía, los cuales no son muy fuertes. Al igual que los Ejecutores, posiblemente son desplegados en brotes Flood grandes, como el de la Instalación 05, aunque es también posible que puedan ser desplegados para resguardar instalaciones automatizadas como la Mina de Gas de Threshold.

### Los Centinelas de Onyx
Los Centinelas de Onyx eran una versión de Centinelas dedicados a proteger el Mundo Escudo de Onyx, aunque también es posible que se encuentren en otros Mundos Escudo. Este modelo de Centinela es más versátil y poderoso que las versiones observadas en las Instalaciones. Tienen un parecido a los monitores, pues son descritos como esferas metálicas de alrededor de 25 centímetros de diámetro con un ojo brillante y unos "brazos" cilíndricos que flotan alrededor del Centinela, los cuales tienen distintas utilidades. Disparan rayos de energía, los cuales pueden ser combinados aumentando su poder increíblemente a tal punto de ser capaces de destruir Destructores Covenant.

### Strato-Centinelas
El Strato-Centinela es una variante de Centinela con un gran tamaño, diseñados para excavar y minar en las lunas, en el centro de la Instalación 00 y otras labores como construir las anillos de Halo e incluso el Portal Forerunner que se encuentra en la Tierra.

### Constructores
Los Constructores son pequeñas máquinas voladoras cuya única función es reparar las estructuras dañadas. Los Constructores pueden ser encontrados en mundos Forerunner así como en algunas de sus Instalaciones. A pesar de no contar con armamento, también realizan labores de vigilancia, advirtiendo a los Centinelas de peligros. Su única herramienta conocida es el Rayo de Constructor, un delgado rayo verde que utilizan para varias cosas como abrir pistones.

### Centinela guardián
Es un Centinela Forerunner ubicado en el Arca. Fueron establecidos para ser visto en Halo 3, pero se retiraron, y aparecen en El arte de Halo 3. Se asemejan el holograma en el mapa multijugador de Halo 3 Epitaph. Se cree que el ser, o similares a los tutores en la parte superior de las torres en Sandbox Sandtrap y, aunque no existe confirmación de la medida. Se supone que inicialmente, el Centinela Guardián aparecería como un enemigo en una misión de la campaña que más tarde se convirtió en el mapa multijugador Guardián. El jugador habría sido capaz de arrancar el Guardián de la viga del ojo para luego utilizarlo como un arma.

### Super centinelas
Son una variante de los Centinelas con un diseño parecido, sin embargo, su tamaño es considerablemente mayor. Estos Centinelas solo aparecen en Halo Wars, y se crean en la Tienda Centinela. Cuestan 250 recursos, ocupan dos lugares de población y requieren un nivel tecnológico de dos o mayor. Son una unidad de apoyo y cuentan con un rayo que evita que las unidades enemigas puedan disparar y hacerlos más lentos, pero es necesario que sean escoltados pues este rayo no hace mucho daño.

### Centinelas Protectores
Son una variante de los Centinelas utilizadas para apoyar unidades. Solo aparecen en Halo Wars y pueden ser creados en la planta de Protectores. pueden cubrir a una unidad si se les ordena con el botón Y. Hay tres tipos de Centinelas Protectores:
Ofensivos: pueden luchar por sí solo o cubrir a una unidad, defendiéndola de cualquier peligro.
Médicos: Curan a la unidad que estén cubriendo.
Protectores de Escudo: Colocan un escudo de energía a la unidad que estén cubriendo.

### Fábricas de Producción de Centinelas
Una Fábrica de Producción de Centinelas es una estructura flotante cuya única tarea es producir Centinelas. Estas estructuras se encuentran en todos los Halos conocidos y también en el Apex y Onix.
Estas Instalaciones pueden producir Centinelas muy rápidamente, ya sea para apoyar a otros Centinelas en situaciones de combate o para reemplazar a los Centinelas que hayan sido destruidos. Pueden crear Ejecutores, Centinelas Mayores, Constructores, Centinelas de Onix o Centinelas comunes. Su forma varía mucho dependiendo de la instalación en la que se encuentren.

### Ejecutores
Los Ejecutores son unidades autónomas robóticas diseñadas especialmente para combatir grandes brotes del Flood y proteger entradas de vital importancia como las entradas a las Bibliotecas de las instalaciones. Los Ejecutores son creados por Fábricas de Creación de Centinelas especiales.
Estas máquinas cuentan con tres escudos de energía en su parte frontal, dos grandes partidos a la mitad y uno pequeño y redondo en el centro (formando un símbolo de Marathon). El escudo central protege exclusivamente su "ojo". Los Ejecutores también están fuertemente armados, cuentan con una versión más potente del aguijoneador Covenant, un lanzador de misiles y unas "garras" metálicas las cuales usan para destruir vehículos que estén a cortas distancias.

## Arte y Arquitectura
La arquitectura Forerunner es principalmente a gran escala y con un estilo geométrico, siendo en compuesta su mayoría por elementos semi-triangulares. Eran muy hábiles creando hábitats con apariencia natural, como los que se observan en sus Instalaciones, además, sus estructuras estaban diseñadas para acoplarse al hábitat, a diferencia de la idea humana de reemplazarlo. La Ciudad de Onyx, las Instalaciones de Halo y el Portal en la Tierra son algunos ejemplos de sus estructuras.
Como en el libro nuevo lo indica Halo: Cryptum, existía una clase social de Forerunner que se dedicaba a la arquitectura forerunner, y que de hecho eran los más poderosos tanto políticamente, económicamente y de inteligencia.
Casi todas sus estructuras están construidas con un material metálico que resiste impactos de balas, plasma y detonaciones, lo cual demuestra por qué sobrevivieron alrededor de 100.000 años. A pesar de esto, su resistencia es limitada, pues en Halo: Ghosts of Onyx, un grupo de Élites logra abrir un agujero en la pared de una estructura y en Halo 2, un Scarab logra derribar una puerta con su cañón de plasma. Otras estructuras están hechas de materiales tradicionales, como piedra, las cuales no se preservan tan bien como las estructuras metálicas.

## Instalaciones y estructuras

### Instalación 00
La Instalación 00, también conocida como El Arca es una instalación Forerunner desde donde se pueden activar todas las instalaciones simultáneamente. Además, sirve como refugio al estar fuera de alcance de los Halos y sirve como sitio de construcción para otras instalaciones. Se encuentra a unos 262.144 años luz del centro galáctico, por lo que esta segura, a diferencia de la Tierra que se encuentra a 25.000 años luz del centro galáctico, dentro del rango de las instalaciones.
Según las Terminales, los Forerunner evacuaron a millones de especies de varios planetas tanto vivos como embriones y ADN hacia el Arca para asegurarse de su supervivencia en caso de que los Halos tuvieran que ser activados.
La Instalación 00 fue destruida o gravemente dañada por la activación prematura de la segunda Instalación 04, la cual no estaba terminada.

### Instalación 01
Instalación de 01, es uno de los Siete Anillos de Halo. Se sabe muy poco sobre ella, pero parece que tiene un paisaje desértico donde no hay fuentes de agua visibles.
En 2552, durante la Batalla de Instalación 05, la señal fue enviada a esta instalación de Halo 05, por lo que fue puesta en modo de espera, esto significa que esta lista para disparar y puede ser activada desde el Arca sin necesidad de un Índice de Activación.
Solo ha sido observado un holograma de esta Instalación en la sala de mapas del Cuarto de Activación del Arca.

### Instalación 02
Instalación de 02, es uno de los siete anillos de Halo. Se sabe muy poco acerca de ella y todavía no se ha observado directamente. Su proyección holográfica del Cuarto de Activación del Arca revela que tiene un paisaje ártico cubierto por hielo.
En 2552, durante la Batalla de Instalación 05, la señal fue enviada a esta instalación de Halo 05, por lo que fue puesta en modo de espera, esto significa que esta lista para disparar y puede ser activada desde el Arca sin necesidad de un Índice de Activación.
Solo ha sido observado un holograma de esta Instalación en la sala de mapas del Cuarto de Activación del Arca.

### Instalación 03
Instalación de 03, es uno de los siete anillos de Halo. Se sabe muy poco acerca de ella y todavía no se ha observado directamente. Su proyección holográfica del Cuarto de Activación del Arca revela que tiene un paisaje desértico con lo que parece ser actividad volcánica, de cualquier modo esto es improbable, ya que los volcanes son causados por el movimiento de las placas tectónicas y la estática, cosa que en los Halos sería imposible.
En 2552, durante la Batalla de Instalación 05, la señal fue enviada a esta instalación de Halo 05, por lo que fue puesta en modo de espera, esto significa que esta lista para disparar y puede ser activada desde el Arca sin necesidad de un Índice de Activación.
Solo ha sido observado un holograma de esta Instalación en la sala de mapas del Cuarto de Activación del Arca.

### Instalación 04
La Instalación 04 o Alfa Halo Fue una de las 7 Instalaciones de Halo. Es el lugar donde se desarrolla la historia de Halo: Combat Evolved y fue destruido por John-117. Su monitor es 343 Guilty Spark, quien controlaba la Instalación. Tiene una gran variedad de paisajes como los boscosos, con muchos ríos fluyendo en ellos, paisajes desérticos y algunos polares como el de la Sala de Control.

#### Historia
La Instalación 04 fue construida por los Forerunner unos 100.000 años antes de la Batalla de la Instalación 04 (tenía exactamente 101.217 años en el año 2552 de nuestra era, aunque esto está medido en "tiempo local").
La Instalación fue activada junto con las demás, acabando prácticamente con todos los Forerunner y Flood, así como con una gran parte de la vida consciente en la galaxia, dejando solos a Spark y sus Centinelas, quienes se dedicaron a controlar al Flood de las Instalaciones de Estudio y dándole mantenimiento a la Instalación para que se mantenga en perfecto estado.

#### Destrucción
La Instalación 04 fue destruida en la Batalla de la Instalación 04. Después de que la UNSC y el Covenant descubrieran la Instalación, una serie de batallas se libraron en ella, en una de las cuales se liberó al Flood, el cual rápidamente se desarrolló y creció en número. 343 Guilty Spark convenció a John-117 de activar la Instalación, pero Cortana lo evitó diciéndole a John que al hacer eso toda la vida consciente en la galaxia moriría. El líder del Covenant, Thel 'Vadamee le dio prioridad a los Flood, permitiendo que John-117 y Cortana llegaran al Pillar of Autumn y detonaran sus reactores de fusión, lo cual causó una gran explosión, la cual acabó con el anillo.

### Instalación 04 (B)
Tras la destrucción de la primera Instalación 04, la Instalación 00 inició la construcción de un reemplazo. Esto fue descubierto por la UNSC y por 343 Guilty Spark en la Batalla del Arca. Esta Instalación fue lanzada justo encima del Arca cuando aún no estaba terminada, y aún no contaba con comunicación con los otros Halos, por lo que un disparo suyo no acabaría con la Tierra. Por esta razón, la UNSC y el Covenant Separatista decidieron activarla para acabar con el Flood, aunque debido a que la Instalación no estaba terminada, el disparo destruyó o daño severamente a este anillo y al Arca.

### Instalación 05
La Instalación 05, también llamada Delta Halo por los humanos fue el segundo anillo descubierto por la humanidad. Su monitor era 2401 Penitent Tangent

#### Estado
A diferencia de lo que ocurría en la Instalación 04, los Flood no habían podido ser contenidos adecuadamente, por lo que había una infección masiva en ella. Los problemas eran tan serios que el Gravemind había  capturado a su monitor y Ejecutores tuvieron que ser desplegados.

### Instalación 06
La Instalación de 06, es uno de los siete anillos de Halo. Se sabe muy poco acerca de ella y todavía no se ha observado directamente. Su proyección holográfica del Cuarto de Activación del Arca revela que tiene un paisaje rocoso muy parecido al de la Luna.
En 2552, durante la Batalla de Instalación 05, la señal fue enviada a esta instalación de Halo 05, por lo que fue puesta en modo de espera, esto significa que esta lista para disparar y puede ser activada desde el Arca sin necesidad de un Índice de Activación.
Solo ha sido observado un holograma de esta Instalación en la sala de mapas del Cuarto de Activación del Arca.

### Instalación 07
La Instalación de 07, es uno de los siete anillos de Halo. Conocido por los humanos como Zeta Halo, es el lugar donde se llevan a cabo los eventos de Halo Infinite.
Después que Cortana declaró la guerra a los humanos por no seguirla, instaló su base en este anillo y se dedicó a activar los caballeros disponibles.
Cuando la UNSC a bordo de la Infinity, iban con la intención de enfrentar a Cortana, aparecen los desterrados arrasando con los humanos, donde incluso Aitrox enfrenta directamente a John 117 donde el spartan es derrotado.
Después de 6 meses en que John 117 quedó en modo supervivencia, es encontrado por Fernando, quien intenta persuadir al Spartan de volver, sin embargo John 117 recibe un mensaje desde Zeta Halo, donde se dirige y encuentra a "El Arma", una IA similar a Cortana, con el único objetivo de detenerla.
Finalmente "El Arma" y John 117 encuentran a la monitor del anillo, llamada Despondent Pyre, quien les dijo que Cortana estaba hace seis meses en el anillo y este monitor le dijo que dentro del anillo, existía una amenaza mucho más peligrosa que los flood. Los Eternos.
Deribado del tiempo en que Cortana se encontraba activa y la UNSC Ininity recién destruida, Cortana comenzó a atacar a quienes no le fueron leales, incluso teniendo una conversación con Atriox donde le decía que se le uniera a ella, Atriox no aceptó por lo que el planeta natal de los brutes fue destruido por los guardianes.
Una vez hecho esto por Cortana, Atriox le pide una rendición de los humanos hacía los desterrados, donde Cortana no accede a ello, haciendo como su último movimiento, su sacrificio para también destruir esa parte del anillo, intentando ayudar a los humanos sobrevivientes, ya que la facción de los deterrados era grande, e iban por los supervivientes, al romper esa parte del anillo y lanzar al espacio materia que componía este Halo, muchos desterrados no lo lograron, dejando las cosas un poco más parejas entre los humanos y los desterrados.
Solo ha sido observado un holograma de esta Instalación en la sala de mapas del Cuarto de Activación del Arca.

### Requiem
Requiem fue un planeta creado por los Forerunners localizado en algún sistema desconocido. El Planeta contaba con una amplia variedad de fauna (al igual que la Instalación 04). Es el Mundo Escudo más grande que construyeron los Forerunners.
Fue encontrado por el Covenant Tormenta, una facción separatista del Covenant; John-117 logró entrar al planeta en el año 2557, mientras vagaba en la Fragata UNSC Forward Unto Dawn.
Finalmente fue destruido, en 2558, cuando Jul ´Mdama activó el sistema de autodestrucción del Planeta creado por el Didacta, luego de obtener "El regalo de la Bibliotecaria".

### Onyx
Onyx fue un planeta creado por los Forerunners localizado en el Sistema Zeta Doradus. Este planeta estaba compuesto de trillones de Centinelas de Onyx unidos y su propósito era resguardar un Mundo Escudo. Fue el lugar donde ocurrió la Batalla de Onyx en el 2552. Fue destruido por Kurt-051 cuando activo explosivos FENRIS, los cuales separaron a los centinelas.

### Apex
El Apex era una instalación Forerunner localizada en el Mundo Escudo controlado por el Flood. Esta instalación contenía una flota de naves estacionadas en unas torres. Para poder liberar la flota de las torres, era necesaria la activación de una consola por parte de un Reclamador. El Apex fue destruido cuando la UNSC sobrecargo un Motor Desliespacial causando una supernova, la cual arrasó la instalación así como el resto del mundo escudo.

### La Reliquia
La Reliquia es una instalación Forerunner ubicada en el planeta de Harvest. Esta estructura contenía un mapa que señalaba al planeta de Arcadia, donde se encontraban estructuras Forerunner que llevaban a un Mundo Escudo.

## Jeroglíficos y Símbolos Forerunner
La mayoría de los jeroglíficos Forerunner consisten en símbolos formados por figuras circulares, puntos y líneas. Se pueden encontrar en casi todas sus instalaciones, así como en varios artefactos Covenant como algunas de las armaduras de los Sangheili.
Su sistema de escritura consiste en símbolos menos complejos, formados básicamente por partes de óvalos en forma de O , puntos y un símbolo parecido a las comillas. Este sistema de escritura aparece en las terminales de Halo 3, en las cuales primero se ve la escritura en el idioma del juego y posteriormente se cambian las letras por estos símbolos. A pesar de esto, no se puede saber su significado comparándolo con el texto "traducido" pues solo se cambian al azar. Estos símbolos solo se cambian por letras, y no por números o puntos.

## Relación con los Humanos
Si bien, los Forerunner no parecen estar genéticamente relacionados con los seres humanos, como se muestra en Halo 3: The Cradle of Life, consideraban a los humanos como una raza especial, como se menciona en las Terminales. También parece ser que los Forerunner quisieron heredar El Manto a la humanidad, por lo que son la única especie conocida en poder activar su tecnología. Y aun así, los Forerunner no serían humanos, si no los antepasados de los humanos como su nombre lo indica: Antepasados. Esto también lo demuestra 343 Guilty Spark al decirle a John-117 "Eres el hijo de mis creadores, heredero de todo lo que dejaron atrás, eres Forerunner".

## Relación con el Covenant
El Covenant adora a los Forerunners y los considera como semidioses, pero no se sabe si se trata de simple propaganda religiosa. En la novela Halo: The Flood se revela que el Covenant recibió gran parte de su tecnología (si no toda) de los Forerunners. Los "Profetas" del Covenant, quienes son parte de la federación alien líder, son pertenecientes a la especie alienígena San ‘Shyumm y evolucionaron en un planeta llamado Janjur Qom en el que se estrelló un acorazado Forerunner, así adoptando la religión descrita al principio de este párrafo.
Cerca del final de Halo 2, la entidad IA 343 Guilty Spark explica que los Forerunners se autodestruyeron junto con toda la vida consciente a tres radios galácticos activando los Halos desde la Instalación 00. Se creía que el Arca se encuentra en la Tierra o cerca de ella, no se sabe si se trata de la Tierra misma o de una instalación u objeto. Existe una estructura Forerunner en las afueras de Nueva Mombasa, es un portal que comunica al Arca con la Tierra.
Se ha especulado que los humanos podrían ser realmente Forerrunners que fueron protegidos de la destrucción masiva causada por la activación de los Halos, tal como lo hizo el "Arca". Esto también puede inferirse de varios comentarios que 343 Guilty Spark hace en el juego "Halo: Combat Evolved". Después de ser teletransportado a la Biblioteca por 343 Guilty Spark, el Jefe Maestro pregunta donde se encuentra, a lo cual el Monitor responde: "La instalación fue diseñada específicamente para contener y estudiar al Flood. Su supervivencia como raza dependía de ello. Me alegra ver que algunos sobrevivieron para reproducirse". Esta es aparentemente una referencia a los Forerunner. Si así es, podría significar que los humanos son los Forerunners, y explicaría por qué el Jefe Maestro y todos los humanos son considerados como "Reivindicadores".
En Halo 3 es revelado que el Arca no está en la tierra, si no en un extremo de la Vía Láctea y su nombre código es la Instalación 00. Pero también revela que los humanos si tuvieron algún tipo de conexión con los Forerunners, ya que 343 Guilty Spark llama al Jefe "reclamador".
Ya en Halo 3 se revela, a través de la entidad 343 Guilty Spark o monitor más conocida como el "Oráculo" el cual le dice a máster chief "Eres el hijo de mis creadores, heredero de todo lo qué dejaron atrás, eres Forerunner, pero este anillo es mio!".Esto se ve casi al final de Halo 3 en la parte donde Johnson es atacado por el monitor de la Instalación 04. 
También cuando el "Gravemind" le dice al jefe maestro: "Hijo de mi enemigo, ¿Por qué viniste? no ofrezco perdón, los pecados del padre pasan a su hijo." lo que indica que los humanos son una clase de sucesores o herederos.
Además, se puede ver en la secuencia de video de Halo 3 del nivel "El Covenant", Verdad requiere de la ayuda de un humano para la activación de los anillos, lo que puede asimilarse que los humanos tiene cierta cercanía con los Forerunners.
Además, en Halo Wars el Profeta del pesar requiere la ayuda de la profesora Anders para activar una flota de naves Forerunner.
Forerunner es una palabra inglesa que significa "uno que vino antes" o "uno que estuvo antes", "predecesor".
También cabe destacar que en el episodio de Halo: Legends Orígenes I cuando un pequeño comando de Forerunners baja para intentar destruir algo de los Flood, sus armaduras son muy parecidas a las del MJOLNIR de los Spartans.

## Ancillas de las Instalaciones
Seres artificiales monitores de los anillos Halo, los números corresponden 7 elevado al número de la instalación que vigilan menos 1.
|        | Instalación 01  | Instalación 02   | Instalación 03   | Instalación 04 | Instalación 05   | Instalación 06 | Instalación 07  |
| ------ | --------------- | ---------------- | ---------------- | -------------- | ---------------- | -------------- | --------------- |
| Número | 1               | 7                | 049              | 343            | 2401             | 16807          | 117649          |
| Nombre | Malicious Truth | Contrite Witness | Abject Testament | Guilty Spark   | Penitent Tangent | Truthful Flame | Despondent Pyre |